# Raisen
Raisen ist eine Stadt im indischen Bundesstaat Madhya Pradesh. Die Stadt liegt im Zentrum des Bundesstaates und befindet sich auch nahe dem geografischen Zentrum Indiens.
Die Stadt ist das Verwaltungszentrum des gleichnamigen Distrikt Raisen. Raisen hat den Status eines Municipal Council. Die Stadt ist in 18 Wards gegliedert.

## Demografie
Die Einwohnerzahl der Stadt liegt laut der Volkszählung von 2011 bei 44.162. Raisen hat ein Geschlechterverhältnis von 922 Frauen pro 1000 Männer und damit einen für Indien üblichen Männerüberschuss. Die Alphabetisierungsrate lag bei 82,0 % im Jahr 2011 und damit über dem regionalen und nationalen Durchschnitt. Knapp 74 % der Bevölkerung sind Hindus, ca. 25 % sind Muslime und ca. 1 % gehören einer anderen oder keiner Religion an. 13,8 % der Bevölkerung sind Kinder unter 6 Jahren.